# テトラカルボニル鉄(-II)酸ナトリウム
テトラカルボニル鉄(-II)酸ナトリウム（テトラカルボニルてつ マイナスに さんナトリウム、英: disodium tetracarbonylferrate(-II)）は、化学式が Na2[Fe(CO)4] と表される錯体である。酸素に敏感な無色の固体で、主にアルデヒドの合成のために有機合成において用いられる。これは一般に、コールマン試薬として知られるジオキサンとの溶媒和物の形で使われる。ジオキサン中でナトリウムイオンはジオキサンと複合体を形成している。テトラカルボニル鉄(-II)酸ジアニオンは四面体形である。

## 合成
この化合物は1970年に Cooke によって報告された。現在はナトリウムナフタレニドによってテトラヒドロフラン溶液中のペンタカルボニル鉄を還元することによって合成されている。この合成効率はペンタカルボニル鉄の純度に依存する。
{\displaystyle {\ce {Fe(CO)5\ + 2Na -> Na2[Fe(CO)4]\ + CO}}}

## 反応
この試薬は、もともと一級アルキル臭化物 RBr を対応するアルデヒドに2ステップで変換するワンポット合成法について記述された。
{\displaystyle {\ce {Na2[Fe(CO)4]\ + RBr -> Na[RFe(CO)4]\ + NaBr}}}
この後この溶液は PPh3 および酢酸で順次処理され、アルデヒド RCHO を与える。
テトラカルボニル鉄(-II)酸ナトリウムは酸塩化物をアルデヒドに変換するために使用できる。Cooke の発見においては、鉄アシル錯体がプロトノリシスを起こし、アルデヒドを与える。
{\displaystyle {\ce {Na2[Fe(CO)4]\ + RCOCl -> Na[RC(O)Fe(CO)4]\ + NaCl}}}
{\displaystyle {\ce {Na[RC(O)Fe(CO)4]\ + HCl -> RCHO\ + Fe(CO)4\ + NaCl}}}
テトラカルボニル鉄(-II)酸ナトリウムはハロゲン化アルキル RX と反応してアルキル錯体を生成する。
{\displaystyle {\ce {Na2[Fe(CO)4]\ + RX -> Na[RFe(CO)4]\ + NaX}}}
このような鉄アルキル錯体は、対応するカルボン酸および酸ハロゲン化物に変換できる。
{\displaystyle {\ce {Na[RFe(CO)4]\ + O2, H^+ -> RCO2H\ + Fe...}}}
{\displaystyle {\ce {Na[RFe(CO)4]\ + X2 -> RC(O)X\ + FeX2\ + 3CO\ + NaCl}}}
これらの手法の魅力の1つは、副生物が鉄ベースであるために手順が比較的“グリーン”であるという事実と、鉄カルボニルの低コストさにある。